# 神戸市立八多中学校
神戸市立八多中学校（こうべしりつはたちゅうがっこう）は、兵庫県神戸市北区にあった公立中学校。略称は、八多中。
令和5年度に八多小学校と統合し、義務教育学校である神戸市立義務教育学校八多学園が開校した。

## 沿革
- 1947年4月1日 - 八多村立八多中学校として開校。
- 1951年7月1日 - 神戸市立八多中学校と改称。
- 2023年
  - 3月31日 - 神戸市立八多小学校との統合により廃校
  - 4月1日 - 神戸市立義務教育学校八多学園が開校

## 教育方針
校訓
- 創造・友愛・健康

教育努力目標
- 一人ひとりの個性を伸長し、心身の成長と学びを支援する

## 部活動
- バドミントン部
- 吹奏楽部

## 通学区域
- 神戸市北区
  - 八多町（藤原台団地・北神星和台団地を除く）

## 進学前小学校
- 神戸市立八多小学校

## 校区内の主な施設
- 神戸市北区役所八多連絡所
- 神戸市立八多小学校
- 神戸市立八多幼稚園

## 交通アクセス
- 神戸電鉄三田線道場南口駅より神姫バス三木行
  - 八多学校前下車すぐ

## 通学区域が隣接している学校
- 神戸市立淡河中学校
- 神戸市立大沢中学校
- 神戸市立北神戸中学校
- 神戸市立有野北中学校
- 神戸市立有野中学校
- 神戸市立唐櫃中学校
- 神戸市立山田中学校